# Samprati
Samprati, död 215 f.Kr., var en indisk monark. Han var regerande monark av Mauryariket mellan 224 f.Kr. och 215 f.Kr.